# Kościół św. Jakuba Apostoła w Sztabinie
Kościół świętego Jakuba Apostoła w Sztabinie – rzymskokatolicki kościół parafialny znajdujący się w dawnym mieście, obecnie wsi Sztabin, w województwie podlaskim. Należy do dekanatu Lipsk diecezji ełckiej.

## Historia
Budowa kościoła rozpoczęła się w 1905 roku dzięki staraniom księdza Jakuba Rółkowskiego. Budowla została konsekrowana w dniu 1 września 1910 roku przez biskupa Antoniego Karasia. Podczas I wojny światowej świątynia została zniszczona przez bombardowanie. Wkrótce rozpoczęła się odbudowa kościoła dzięki parafianom i wsparciu finansowym udzielonym przez Ministerstwo Wyznań Religijnych i Oświecenia Publicznego. W dniu 27 września 1929 roku oddano do użytku wyremontowaną budowlę. W czasie II wojny światowej kościół został ponownie uszkodzony. Po wojnie prace remontowe prowadził proboszcz Czesław Wilkowski.

## Wyposażenie
Jest to świątynia murowana, pokryta blachą ocynkowaną. W prezbiterium można zobaczyć polichromię, postacie czterech ewangelistów, obraz Chrystusa klęczącego w Ogrójcu, Pana Jezusa dźwigającego krzyż i neogotyckie ornamenty. Do wyposażenia kościoła należą: neogotycka ambona, ozdobiona sześcioma wyrzeźbionymi figurami, ołtarz główny, na którym jest umieszczony duży krucyfiks, natomiast z lewej i prawej strony znajdują się dwie figury świętych. W budowli są umieszczone dwa ołtarze boczne: jeden z obrazem Matki Bożej Częstochowskiej, drugi z obrazem Najświętszego Serca Jezusowego. kościół posiada organy o 21 głosach, chrzcielnicę i ławki.